# Keen Software House
Keen Software House является независимой компанией по разработке видеоигр базируется в Праге, Чешская Республика. Компания была основана Мареком Розой в 2010.
Технологические ноу-хау Keen Software House и запатентованный игровой движок VRAGE позволили компании создавать игры, в которых используются элементы науки в игровом процессе. Первая игра студии, Miner Wars 2081, сосредоточен на открытом мире с разрушаемой местностью, в то время как вторая игра, Space Engineers, представляет трехмерную физику как игровой процесс в космической среде, ориентированный на проектирование, строительство и техническое обслуживание космических аппаратов и станций. Собственный игровой движок VRAGE компании поддерживает оба названия и в настоящее время находится в версии 2.0. Кроме того, они создали отдельную команду, отвечающую за разработку Medieval Engineers — используя аналогичные стили рендеринга, добавляя вес и разрушение / деформацию на основе блоков с использованием вычислений, основанных на физике, установленных в средневековые времена. Он предлагает как одиночный, так и многопользовательский опыт, включая планеты; от космических инженеров, но с системой сетки, основанной на территории, где кланы могут сражаться за землю для строительства. Реалистичные механические устройства, такие как катапульты, могут быть созданы для нанесения повреждений сооружениям в режиме реального времени.

## Игры
| Игра               | Года                                    | Платформа         | Жанр                  | Описание |
| ------------------ | --------------------------------------- | ----------------- | --------------------- | --- |
| Miner Wars Arena   | 2012                                    | Windows, OS X     | Аркадная, Экшен       | Аркадный экшен, вдохновленный игрой Tunnelers.                                                                                                  |
| Miner Wars 2081    | 2012                                    | Windows, Xbox 360 | Космический Симулятор | Экшн-игра с шестью степенями свободы. |
| Space Engineers    | 2013 (Альфа), 2016 (Бета), 2019 (Релиз) | Windows, Xbox One | Песочница             | Игра об инженерии, строительстве и обслуживании космических объектов                                                                            |
| Medieval Engineers | 2015 (ранний доступ), 2020 (Релиз)      | Windows           | Песочница             | Игра об инженерии, строительстве и обслуживании архитектурных сооружений и механического оборудования с использованием средневековых технологий |

### Miner Wars 2081
Первым крупным проектом для Keen Software House стали Miner Wars 2081, который был представлен на конференции разработчиков игр в 2012 году. Игра получила смешанные отзывы критиков.Miner Wars 2081 — космический шутер на выживание, действие которого разворачивается в 2081 году, через 10 лет после уничтожения всех планетарных объектов в Солнечной системе. История знакомит игрока со многими типами миссий: спасение, разведка, месть, защита базы, кража, транспортировка, скрытность, поиск и уничтожение, уборка урожая или гонки.

#### Открытый исходный код
Исходный код для Miner Wars 2081 был выпущен в марте 2013 года по коммерческой лицензии (без авторского права, ограниченного использования). Код может быть распространен только для того, чтобы разрешить «моды» оригинальной игры, и код должен продолжать выполнять проверку владения лицензией.

### Space Engineers
Второй проект студии, Space Engineers, это игра-песочница на основе вокселей, запущенная в раннем доступе Steam 23 октября 2013 года, и выпущен 28 февраля 2019 года. Игра представляет игроку поле астероидов открытого мира с планетами и лунами, где они могут добывать ресурсы, строить корабли и станции, играть с физикой и многое другое. Space Engineers — это игра-песочница о проектировании, строительстве и обслуживании космических объектов. К 6 мая 2014 года было продано более 500 000 копий игры. Space Engineers была хорошо принята как критиками, так и игровым сообществом.
В течение большей части своего срока разработки Space Engineers еженедельно обновлялась на основе заявленных целей развития и отзывов сообщества. С момента первоначального запуска он претерпел серьезные обновления, добавив режим выживания, мультиплеер, поддержку выделенного сервера и многое другое. Space Engineers открыта для создания сообщества и моддинга.
20 октября 2014 года компания Keen Software House объявила, что Space Engineers продала более 1 000 000 копий.
14 мая 2015 года фирма-разработчик предоставила открытый доступ (но не сделала игру бесплатной) к исходному коду для ускорения разработки мода.
28 февраля 2019 года игра была официально выпущена и продолжает получать периодические обновления программного обеспечения.

### Medieval Engineers
13 января 2015 года Keen Software House анонсировала свое третье название и вторую инженерную игру под названием Medieval Engineers. Также было объявлено, что игра будет доступна в раннем доступе Steam.
Medieval Engineers — это игра-песочница об инженерии, строительстве и обслуживании архитектурных сооружений и механического оборудования с использованием средневековых технологий. Игроки строят города, замки и укрепления; конструируют механические устройства и двигатели; занимаются ландшафтным дизайном и подземной добычей полезных ископаемых.
Medieval Engineers вдохновлен реальными средневековыми технологиями и тем, как люди выживали и строили архитектурные и механические сооружения в средневековые времена. Средневековые инженеры стремятся следовать законам физики и реальной истории и не используют технологии, которые были недоступны с 5 по 15 век.

## VRAGE (Игровой движок)
Keen Software House разработала и использует движок видеоигр под названием VRAGE. VRAGE расшифровывается как «объемная ярость» и/или «воксельная ярость».
Первая итерация VRAGE, VRAGE 1.0, была создана и адаптирована специально для Miner Wars 2081 и потребности игры в разрушаемой воксельной местности и открытом мире. С выпуском с открытым исходным кодом в 2013 году Miner Wars 2081 движок VRAGE 1.0 также был с открытым исходным кодом под ограниченной коммерческой лицензией. Вторая итерация движка VRAGE 2.0 в настоящее время находится в разработке и поддерживает новейшие игры студии, космических инженеров и средневековых инженеров.
Основной особенностью VRAGE 2.0 является объемность в среде. Объемные объекты — это структуры, состоящие из блочных модулей, соединенных в сетку. Объемные объекты ведут себя как реальные физические объекты с массой, инерцией и скоростью. Отдельные модули имеют реальный объем и емкость для хранения и могут быть собраны, разобраны, деформированы и уничтожены. Благодаря разработке Medieval Engineers, VRAGE получил новое обновление: структурную целостность и рендеринг DirectX 11.

## Разногласия

### Medieval Engineers
17 марта 2020 года Keen объявила, что Medieval Engineers покинут стадию раннего доступа, хотя с февраля 2019 года в игре не было серьезных обновлений, и в ней было только обновление для исправления основных ошибок и стабилизации на дату выпуска. Это вызвало бурю негодования в сообществе средневековых инженеров, заставив игроков обратиться к обзору игры в Steam. В марте 2020 года игра получила 85-процентный рейтинг отрицательных отзывов.